# Ё
Ё هو لأحد حروف الأبجدية السيريلية. في البيلاروسية هو الحرف السابع والحرف التاسع في الروسينية. أما في الروسية فهو غير ثابت. ويعتبر هذا الحرف دخيل على الأبجدية السيريلية حيث قاموا بدمج الحرف Е مع علامة صوتية ليحصلوا عليه. يمثل هذا الحرف الصوت «يَو» بشكل مخفف. لا يستعمل هذا الحرف من قبل لغات سلافية أخرى.